# Shahd Wadi
Shahd Wadi (Alexandria, 1983) é uma escritora, investigadora e tradutora palestiniana, nomeada em 2025, nomeada Escritora Galega Universal, pela Associação de Escritores e Escritoras de Língua Galega.

## Biografia
Filha de mãe egípcia e pai palestiniano, Shahd nasceu no dia 3 de Fevereiro em 1983, na cidade de Alexandria, no Egipto.  Cresceu na Jordânia, onde os pais se encontravam exilados e foi viver para Portugal em 2006.  Tinha 15 anos quando pôs os pés na Palestina pela primeira vez. 
Estudou na Universidade de Coimbra, onde concluiu o mestrado em estudos feministas com a tese "Feminismos de corpos ocupados: as mulheres palestinianas entre duas resistências", em 2010. Na mesma universidade concluiu o doutoramento na mesma área, com a tese de doutoramento "Corpos na trouxa: histórias-artísticas-de-vida de mulheres palestinianas no exílio", publicada em livro em 2017. 
Foi a primeira pessoa em Portugal a obter os dois títulos no domínio dos estudos feministas. 

## Trabalho de investigação
Radicada em Lisboa, divide o seu tempo entre a investigação, a tradução, a escrita, a consultoria artística e a programação cultural. A sua investigação incide sobre as narrativas e representações dos corpos das mulheres nas criações culturais e artísticas contemporâneas. 
A sua investigação incide sobre as narrativas e representações dos corpos das mulheres nas criações culturais e artísticas contemporâneas. Também o silêncio e o lugar da resistência no contexto da ocupação israelita da Palestina. Considera a arte um testemunho de vida, assim como a sua própria.  Colaborou numa antologia de poesia feminina.
Colaborou na antología de poemas Rachar co silencio, caderno especial do jornal galego Nós Diario y Sérmos Galicia, de 5 de Outubro de 2024. 
Em 2025, publicou o seu livro de poesia Chuva de Jasmim, como arma de resistência para reclamar a vida e a liberdade na sua terra natal. Enquanto a Palestina estiver ocupada, diz, a sua terra natal é a fronteira entre o aqui e o lá.. 

## Prémios e reconhecimentos
Em 2012, foi selecionada para fazer parte da plataforma Best Young Researchers (ERD). 
Nomeada Escritora Galega Universal, pela Associação de Escritores e Escritoras em Língua Galega em 2025, pelo “profundo respeito e afeto pela sua pessoa e pela apreciação da elevada qualidade da sua obra, bem como por defender a dignidade nacional da Palestina e os direitos individuais e colectivos da sua população numa perspetiva feminista”.. 

## Obras seleccionadas
Escreveu:
- 2017 - Corpos na trouxa: Histórias-artísticas-de-vida de mulheres palestinianas no exílio, Centro de Estudos Sociais da Universidade de Coimbra, editora Almedina, ISBN 9789724070841 [4][2]
- 2024 - Volta Para Tua Terra: Não Há Abril Sem Imigrantes, obra colectiva, Urutau [11][12]
- 2024 - Ask the Night for a Dream: Palestinian Writing from the Diaspora, obra colectiva, Palestine Writes [13]
- 2025 - Chuva de Jasmim, Editorial Caminho, IBSN 9789722133258 [14][5]

## Ligações Externas
- Rádio Comercial | Shahd Wadi entrevistada por Rui Maria Pêgo no podcast Debaixo da Língua (2024)
- TEDX Talks Coimbra | O sonho na trouxa palestiniana feminista, por Shahd Wadi (2013)